# Чемпионат Беларуси по лёгкой атлетике 1996
Открытый чемпионат Белоруссии по лёгкой атлетике 1996 года прошёл 20—21 июня в Гомеле на стадионе «Луч». Соревнования являлись отборочными в сборную Белоруссии для участия в легкоатлетическом турнире XXVI летних Олимпийских игр в Атланте, прошедшем с 26 июля по 4 августа. Наряду с белорусскими легкоатлетами в чемпионате принимали участие спортсмены из ближнего зарубежья. Было разыграно 39 комплектов медалей. Организацией чемпионата занимался государственный тренер по лёгкой атлетике Гомельской области Олег Курилин, работу судейской коллегии и секретариата курировал государственный тренер Аркадий Сиротко.
20 олимпийцев пропускали соревнования, в том числе Сергей Алай, Игорь Астапкович, Александр Главацкий, Эллина Зверева, Александр Красько, Татьяна Курочкина, Дмитрий Марков, Наталья Шиколенко. В соревнованиях по метанию молота не участвовали 5 сильнейших молотобойцев страны (Игорь и Константин Астапковичи, Алай, Красько, Виталий Алисевич).
Норматив мастера спорта международного класса выполнили Елена Бычковская и Елена Стахова. Высокие результаты показали Наталья Духнова в беге на 800 метров (шестой результат сезона в мире), Наталья Сазанович в прыжках в длину (пятнадцатый результат сезона в мире) и Дмитрий Гончарук в толкании ядра (семнадцатый результат сезона в мире).

## Медалисты

### Мужчины
| Дисциплина             | Золото                            | Золото   | Серебро                              | Серебро  | Бронза                             | Бронза   |
| ---------------------- | --------------------------------- | -------- | ------------------------------------ | -------- | ---------------------------------- | -------- |
| 100 м                  | Сергей Корнелюк Брест             | 10,62    | Александр Невдах Брест               | 10,65    | Леонид Сафронников Гродно          | 10,69    |
| 200 м                  | Леонид Сафронников Гродно         | 21,16    | Александр Невдах Брест               | 21,38    | В. Борсук Гомель                   | 21,71    |
| 400 м                  | Дмитрий Котенков Могилёв          | 47,17    | Сергей Молчан Минская область        | 47,42    | А. Заикин Минская область          | 47,71    |
| 800 м                  | Борис Кавешников Кыргызстан       | 1.47,46  | Иван Комар Минская область           | 1.48,62  | Александр Титов Гомель             | 1.48,79  |
| 1500 м                 | Владимир Духнович Минская область | 3.45,79  | Андрей Козубович Минская область     | 3.46,53  | Владимир Тямчик Брест              | 3.47,36  |
| 5000 м                 | Сергей Дубина Брест               | 14.19,3  | Алексей Тарасюк Брест                | 14.34,6  | Григорий Николаеня Минская область | 14.44,2  |
| 10 000 м               | Зорислав Гапеенко Витебск         | 29.43,35 | В. Голубев Брест                     | 29.45,67 | В. Сиволобов Гомель                | 30.26,20 |
| 3000 м с препятствиями | Василий Омелюсик Минск            | 8.46,59  | Алексей Тарасюк Брест                | 8.48,22  | Александр Лабученко Гомель         | 8.57,42  |
| 110 м с барьерами      | Игорь Борисов Могилёв             | 13,79    | Дмитрий Середа Гродно—Минск          | 13,81    | Д. Рябухин Минск                   | 14,50    |
| 400 м с барьерами      | Игорь Лисицын Минск               | 52,12    | Леонид Вершинин Витебск              | 52,44    | Алексей Фурса Брест—Минск          | 53,02    |
| Прыжок в высоту        | Александр Буглаков Могилёв        | 2,20 м   | Андрей Санкович Минск                | 2,20 м   | Николай Москалёв Могилёв           | 2,20 м   |
| Прыжок с шестом        | Геннадий Сидоров Гомель—Минск     | 5,10 м   | Дмитрий Смирнов Гомель—Витебск       | 5,10 м   | М. Мариненко Гомель                | 4,80 м   |
| Прыжок в длину         | Александр Кравченко Минск         | 7,75 м   | Вячеслав Сафронов Минск              | 7,71 м   | Дмитрий Васильев Минск             | 7,69 м   |
| Тройной прыжок         | Виктор Сазанков Могилёв           | 16,64 м  | Дмитрий Васильев Минск               | 16,19 м  | Андрей Зирко Брест                 | 16,18 м  |
| Толкание ядра          | Дмитрий Гончарук Гродно           | 20,20 м  | Андрей Михневич Минск                | 17,82 м  | В. Курганский Могилёв              | 16,10 м  |
| Метание диска          | Владимир Дубровщик Гродно—Минск   | 66,94 м  | Василий Каптюх Минск—Минская область | 62,44 м  | Леонид Черевко Минск               | 59,19 м  |
| Метание молота         | Михаил Попель Гродно              | 73,70 м  | Валерий Губкин Гродно                | 73,06 м  | Руслан Дикий Брест                 | 72,46 м  |
| Метание копья          | Андрей Ходасевич Минск            | 73,60 м  | Сергей Гордиенко Гомель              | 71,34 м  | Олег Гоцко Гродно                  | 70,88 м  |
| Эстафета 4×100 м       | Гродно                            | 41,61    | Минск                                | 42,02    | Не вручалась                       |          |
| Эстафета 4×400 м       | Могилёв                           | 3.13,47  | Минская область                      | 3.13,96  | Витебск                            | 3.17,20  |

### Женщины
| Дисциплина                                                         | Золото                          | Золото   | Серебро                        | Серебро  | Бронза                        | Бронза   |
| ------------------------------------------------------------------ | ------------------------------- | -------- | ------------------------------ | -------- | ----------------------------- | -------- |
| 100 м (ветер: +1,65 м/с)                                           | Наталья Сафронникова Гродно     | 11,46    | Маргарита Молчан Витебск—Минск | 11,74    | Наталья Сологуб Гомель Минск  | 11,77    |
| 200 м                                                              | Наталья Сафронникова Гродно     | 23,22    | Маргарита Молчан Витебск—Минск | 23,97    | Татьяна Ледовская Минск       | 24,12    |
| 400 м                                                              | Анна Козак Витебск              | 52,30    | Елена Кончиц Гомель            | 55,01    | А. Парахневич Минская область | 56,32    |
| 800 м                                                              | Наталья Духнова Минская область | 1.57,24  | Елена Бычковская Гомель        | 2.00,58  | Елена Кончиц Гомель           | 2.02,63  |
| 1500 м                                                             | Елена Бычковская Гомель         | 4.14,78  | Наталья Жигало Гродно          | 4.29,84  | О. Мороз Витебск              | 4.31,94  |
| 5000 м                                                             | Татьяна Нефедьева Брест         | 16.16,3  | Галина Борук Гродно            | 16.36,0  | Наталья Квачук Брест          | 16.55,9  |
| 10 000 м                                                           | Елена Мазовка Гродно            | 32.04,96 | Галина Борук Гродно            | 33.36,14 | Алла Задорожная Брест         | 35.43,28 |
| 2000 м с препятствиями                                             | Тереза Борковская Витебск       | 7.18,59  | Н. Чопик Гомель                | 7.25,29  | О. Рагель Минская область     | 7.28,09  |
| 100 м с барьерами                                                  | Тамара Подрецкая Гродно         | 13,61    | Ю. Поспелова Гомель            | 14,09    | Т. Желнова Гомель             | 14,15    |
| 400 м с барьерами                                                  | Татьяна Ледовская Минск         | 55,50    | Нелли Воронкова Витебск—Брест  | 57,30    | Елена Будник Брест            | 1.02,90  |
| Прыжок в высоту                                                    | Татьяна Храмова Гродно          | 1,90 м   | Татьяна Гулевич Гомель         | 1,80 м   | Не вручалась                  |          |
| Прыжок в высоту                                                    | Татьяна Храмова Гродно          | 1,90 м   | Галина Исаченко Витебск        | 1,80 м   | Не вручалась                  |          |
| Прыжок в длину                                                     | Наталья Сазанович Гомель        | 6,86 м   | Елена Стахова Гомель           | 6,68 м   | Лариса Кучинская Брест        | 6,67 м   |
| 4. Елена Лемешевская Гомель 6,56 м 5. Светлана Бурага Минск 6,37 м |                                 |          |                                |          |                               |          |
| Тройной прыжок                                                     | Елена Стахова Гомель            | 14,08 м  | Жанна Гуреева Брест            | 13,60 м  | Н. Шостакова Витебск          | 12,86 м  |
| Толкание ядра                                                      | Татьяна Хорхулёва Гомель        | 18,10 м  | Янина Карольчик Гродно         | 16,95 м  | Елена Иваненко Могилёв        | 16,65 м  |
| Метание диска                                                      | Людмила Филимонова Брест        | 61,06 м  | Наталья Амплеева Минск         | 54,40 м  | Ольга Цандер Гродно           | 53,74 м  |
| Метание молота                                                     | Людмила Губкина Витебск         | 63,04 м  | Светлана Судак Гродно          | 62,14 м  | Татьяна Дёмина Могилёв        | 51,54 м  |
| Метание копья                                                      | Алина Сердюк Могилёв            | 58,42 м  | Валерия Порядина Украина       | 54,28 м  | Валентина Боровая Гродно      | 53,80 м  |
| Эстафета 4×100 м                                                   | Гродно                          | 45,75    | Минск                          | 47,20    | Минская область               | 47,38    |
| Эстафета 4×400 м                                                   | Витебск                         | 3.43,34  | Гомель                         | 3.50,73  | Не вручалась                  |          |

## Состав сборной Белоруссии для участия в XXVI летних Олимпийских играх
По итогам чемпионата и с учётом выполнения необходимых нормативов, в состав сборной для участия в XXVI летних Олимпийских играх в Атланте вошли:
Мужчины
Прыжок с шестом: Дмитрий Марков.

Прыжок в длину: Александр Главацкий.

Толкание ядра: Виктор Булат, Дмитрий Гончарук.

Метание диска: Владимир Дубровщик, Василий Каптюх.

Метание молота: Сергей Алай, Игорь Астапкович, Александр Красько.

Метание копья: Владимир Сасимович.

Десятиборье: Эдуард Хямяляйнен.

Ходьба 20 км: Евгений Мисюля, Михаил Хмельницкий.

Ходьба 50 км: Виктор Гинько, Евгений Мисюля.
Женщины
200 м: Наталья Сафронникова.

400 м: Анна Козак.

800 м: Наталья Духнова.

1500 м: Наталья Духнова.

Марафон: Мадина Биктагирова, Наталья Галушко, Елена Мазовка.

100 м с барьерами: Лидия Юркова.

400 м с барьерами: Нелли Воронкова, Татьяна Курочкина, Татьяна Ледовская.

Прыжок в высоту: Татьяна Храмова.

Прыжок в длину: Анжела Атрощенко, Наталья Сазанович.

Метание диска: Эллина Зверева, Людмила Филимонова, Ирина Ятченко.

Метание копья: Наталья Шиколенко.

Семиборье: Анжела Атрощенко, Наталья Сазанович.

Ходьба 10 км: Ольга Кардопольцева, Наталья Мисюля, Валентина Цыбульская.